# 李坤城
李 坤城（り こんじょう、リー クンチェン、1973年〈民国62年〉5月3日 - ）は、中華民国（台湾）の政治家。民主進歩党所属の立法委員。

## 経歴
2010年の新北市議員選挙に初当選。その後再選され、3期務めた。
2022年の新北市議員選挙には出馬せず、民進党のスポークスパーソンを務めた。
2024年の第11回立法委員選挙では、再選を目指さなかった余天の後任として民進党から新北市第三選挙区の候補者に指名され、初当選した。

## 選挙記録
| 年度 | 選挙                | 選挙区           | 所属政党   | 得票数  | 得票率 | 当選 | 注釈 |
| ---- | ------------------- | ---------------- | ---------- | ------- | ------ | ---- | ---- |
| 2010 | 第1回新北市議員選挙 | 第三選挙区       | 民主進歩党 | 21,409  | 6.68%  |      |      |
| 2014 | 第2回新北市議員選挙 | 第三選挙区       | 民主進歩党 | 26,809  | 9.20%  |      |      |
| 2018 | 第3回新北市議員選挙 | 第三選挙区       | 民主進歩党 | 23,227  | 7.91%  |      |      |
| 2024 | 第11回立法委員選挙  | 新北市第三選挙区 | 民主進歩党 | 100,141 | 53.30% |      |      |